# Glansmålla
Glansmålla (Atriplex sagittata) är en amarantväxtart som beskrevs av Moritz Moriz Balthasar Borkhausen. Glansmålla ingår i släktet fetmållor, och familjen amarantväxter. Arten förekommer tillfälligt i Sverige, men reproducerar sig inte.

## Bildgalleri

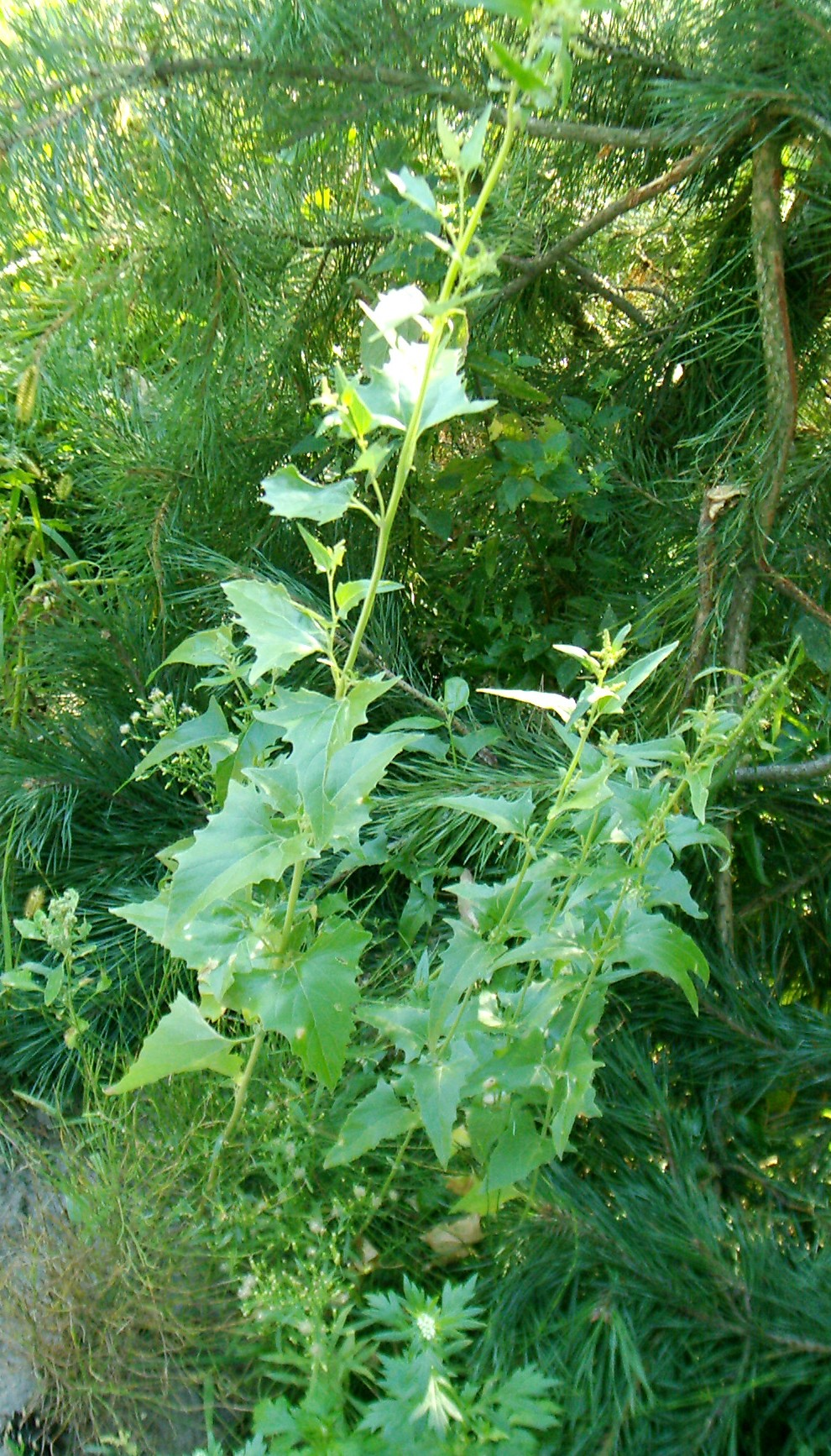
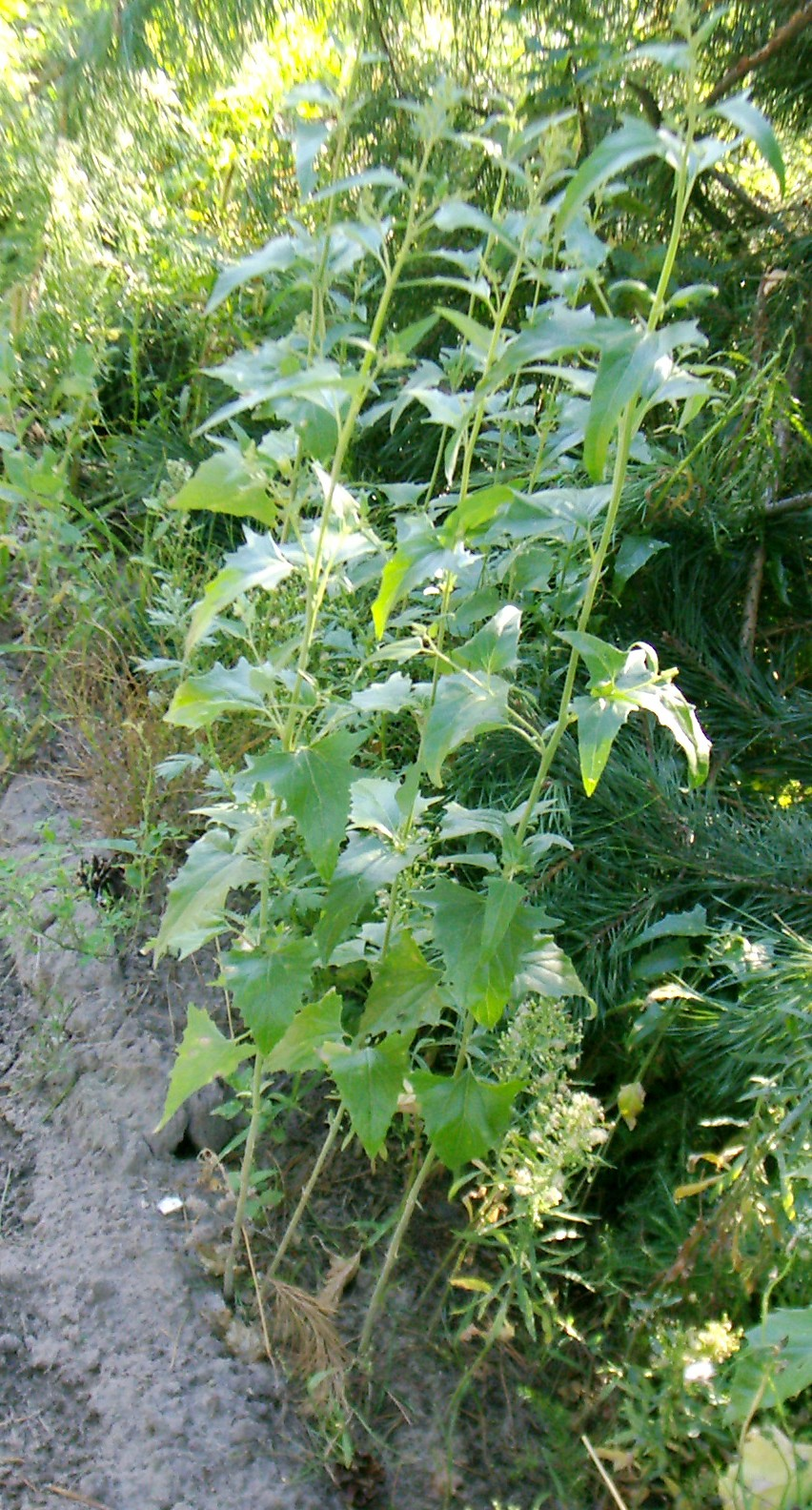
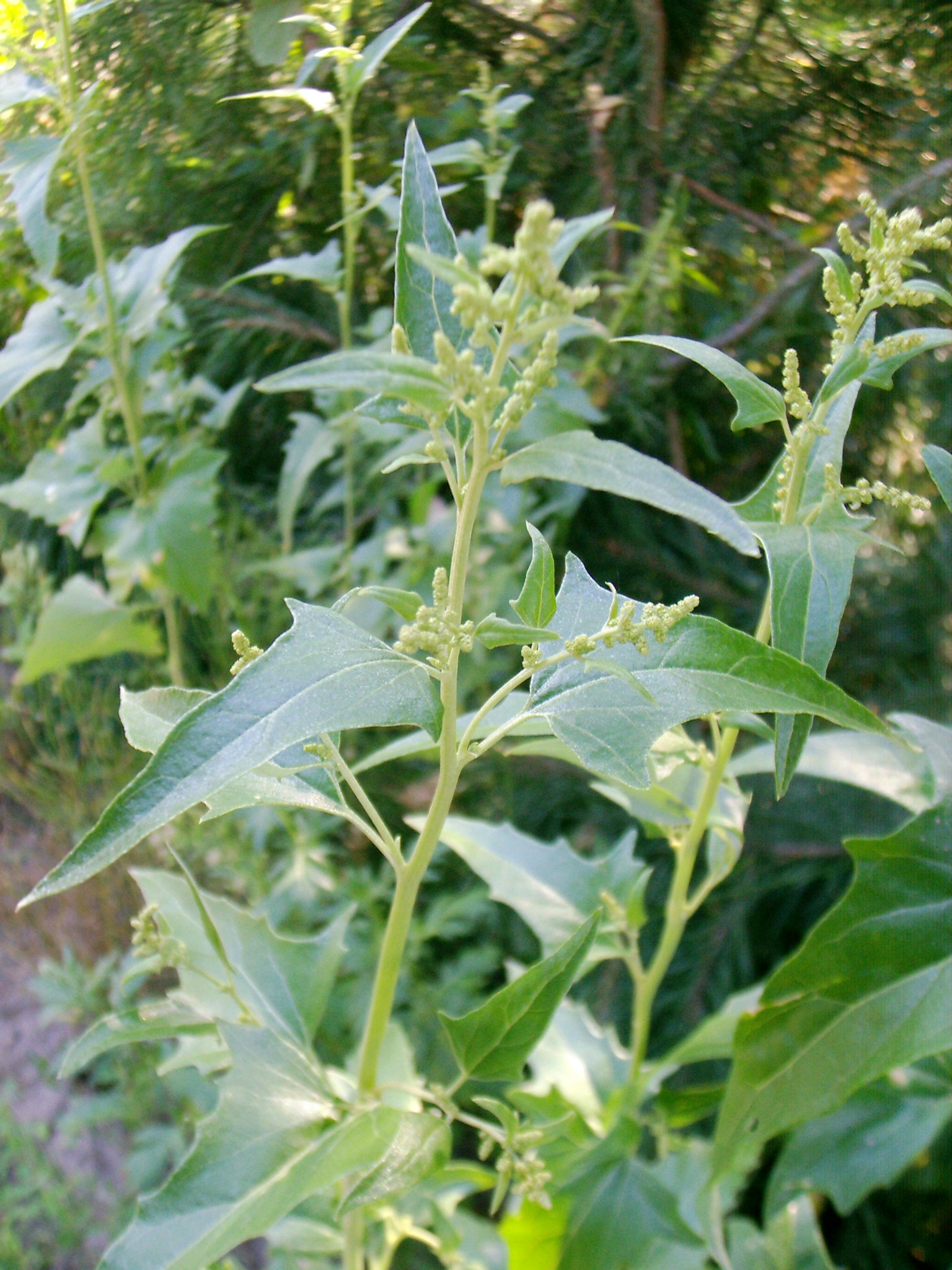
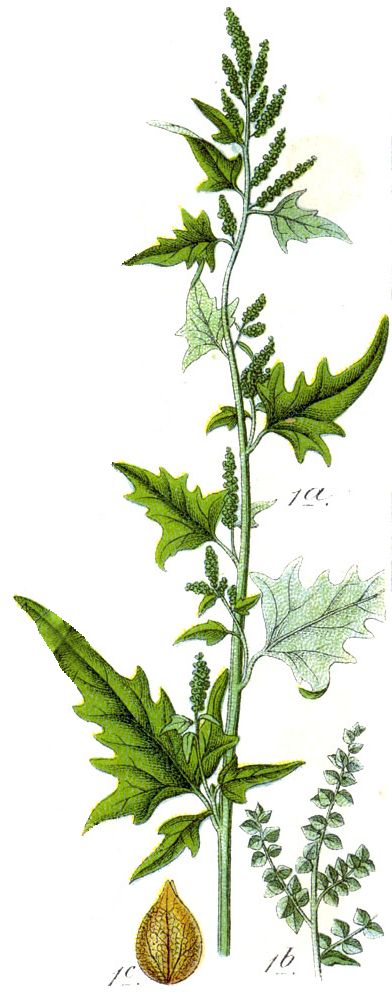